# Squadra bahamense di Fed Cup
La squadra bahamense di Fed Cup rappresenta le Bahamas nella Fed Cup, ed è posta sotto l'egida della Bahamas Lawn Tennis Association.
Essa partecipa alla competizione dal 1990, e ad oggi il suo miglior risultato è il gruppo I della zona Americana.
Le bahamensi sono state promosse al gruppo I della zona Americana nell'edizione del 2011.

## Organico 2012
Aggiornato ai match del Gruppo I della zona Americana (1º-4 febbraio 2012). Fra parentesi il ranking della giocatrice nel momento della disputa degli incontri.
- Larikah Russell (WTA #)
- Gabrielle Moxey (WTA #)
- Nikkita Fountain (WTA #)
- Simone Pratt (WTA #)

## Ranking ITF
- Il prossimo aggiornamento del ranking è previsto per il mese di aprile 2012.

| Bahamas nel Ranking ITF (aggiornata al 6 febbraio 2012) |                      |        |                          |
| Pos                                                     | Squadra              | Punti  | Gruppo                   |
| 41                                                      | Venezuela            | 944.25 | Gruppo I - Americhe      |
| 42                                                      | Bosnia ed Erzegovina | 851.50 | Gruppo I - Europa/Africa |
| 43                                                      | Uzbekistan           | 820.00 | Gruppo I - Asia/Oceania  |
| 44                                                      | Bahamas              | 740.50 | Gruppo II - Americhe     |
| 45                                                      | India                | 703.00 | Gruppo I - Asia/Oceania  |
| 46                                                      | Hong Kong            | 694.25 | Gruppo II - Asia/Oceania |
| 47                                                      | Lussemburgo          | 654.50 | Gruppo I - Europa/Africa |